# Циклотрон

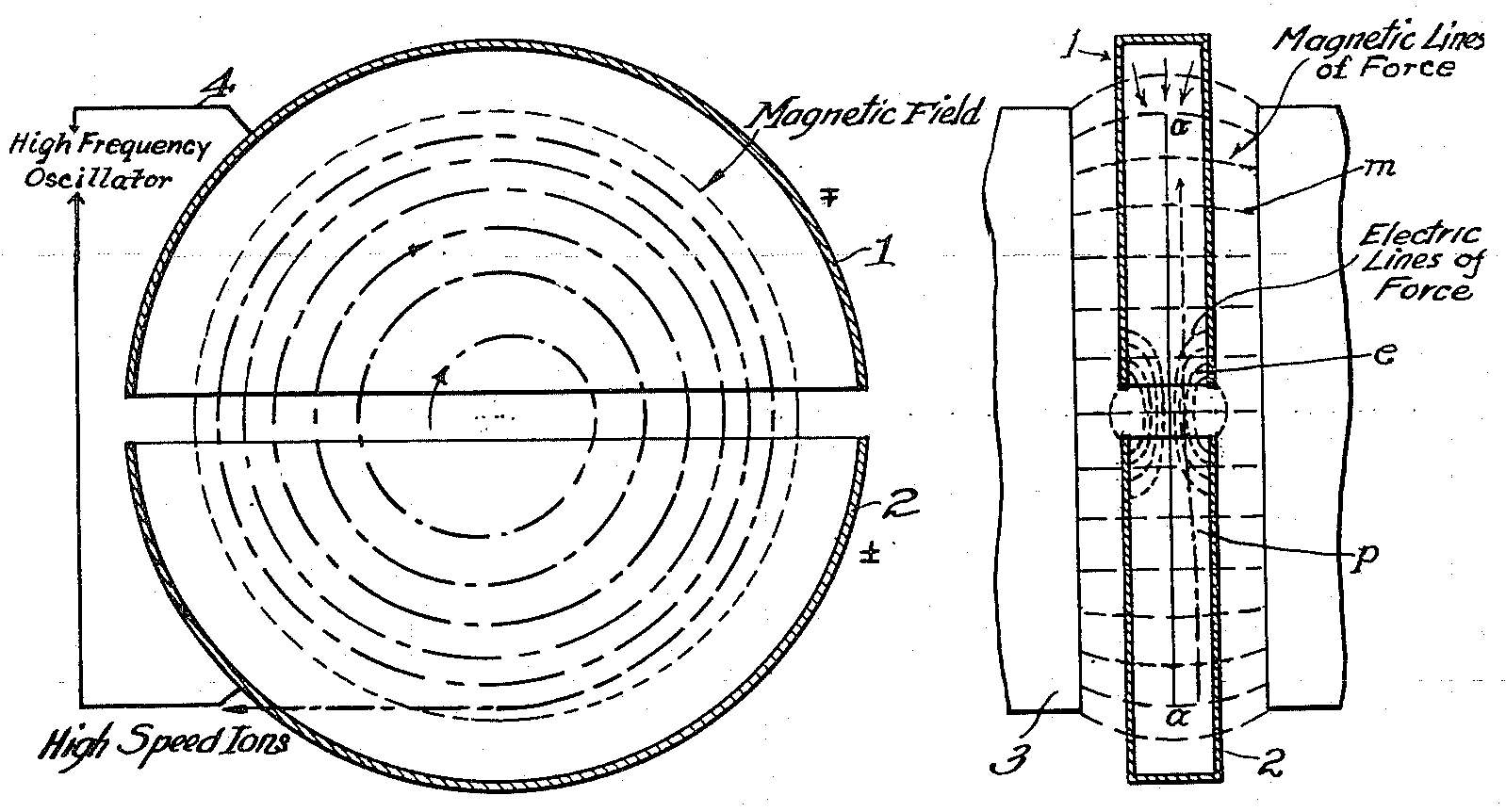
Схема принципу дії циклотрона з поданого Лоуренсом патента

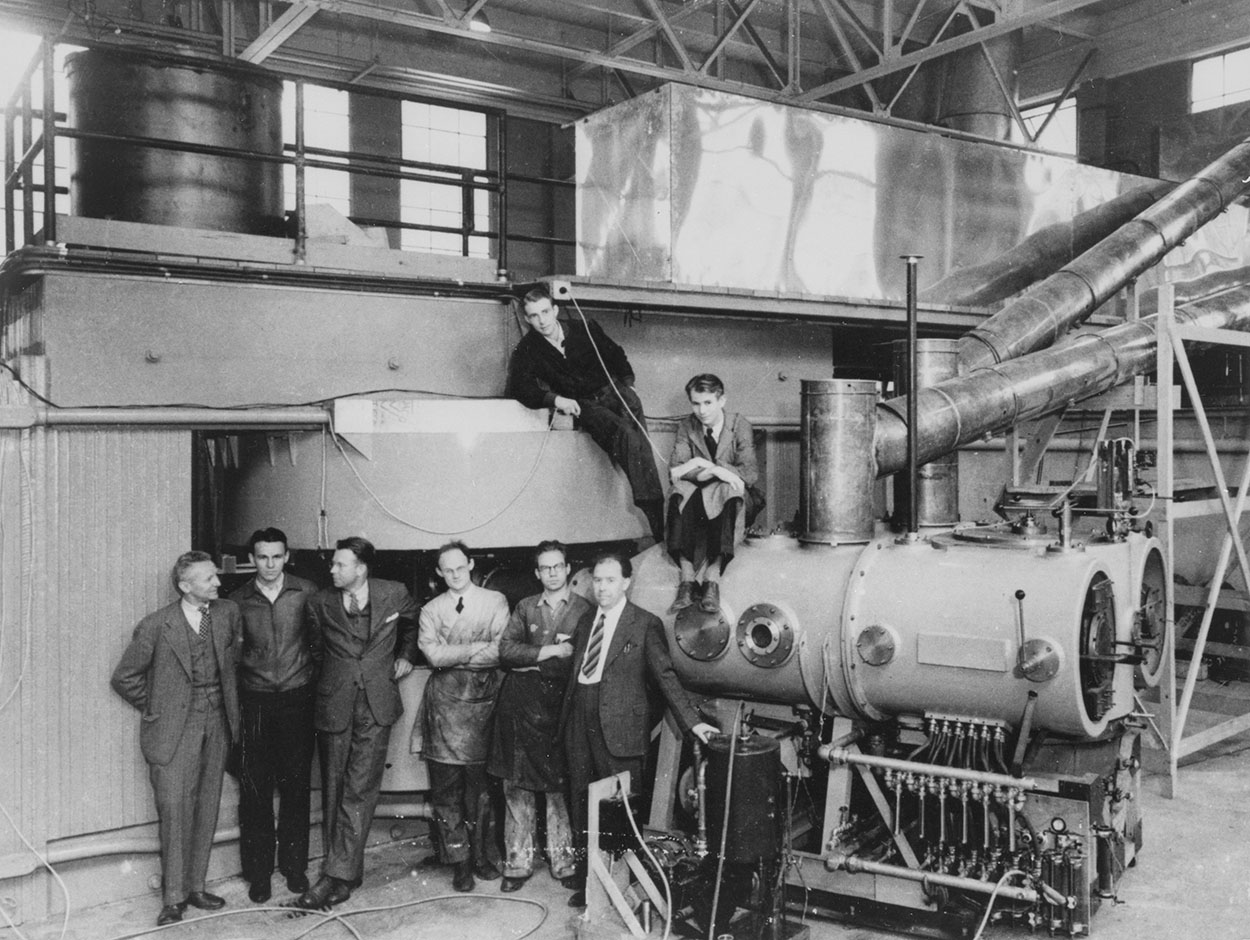
60-дюймовий циклотрон після завершення у 1939 р.
(Ернест Лоуренс третій зліва)

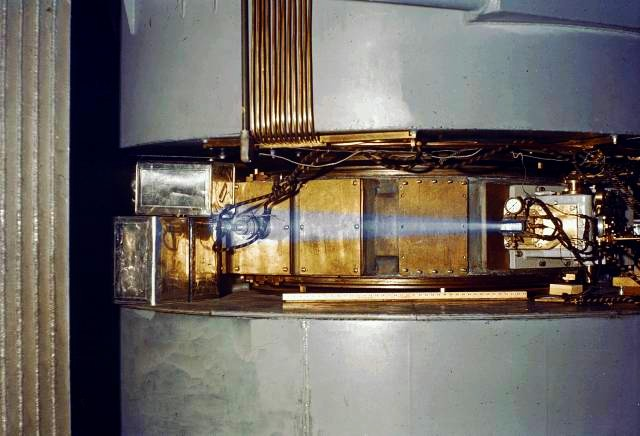
Циклотрон 1939 року

Циклотрон — це резонансний циклічний прискорювач нерелятивістських важких заряджених частинок (протонів, іонів), в якому останні рухаються у постійному та однорідному магнітному полі, а для їх прискорення використовується високочастотне електричне поле постійної частоти.
Циклотрон дозволяє прискорювати йони без застосування джерел високої напруги за рахунок багатократного попадання частинок в область прискорення.

## Будова і принцип дії

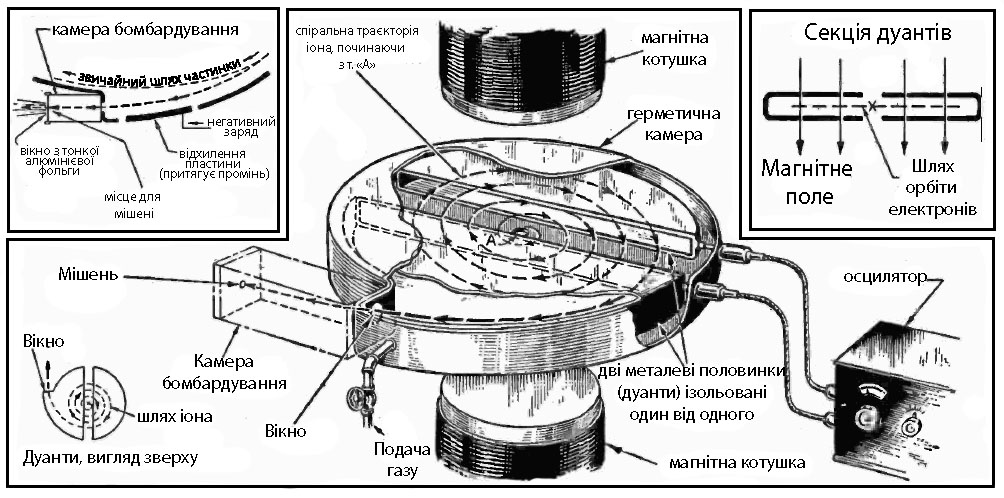
Схема циклотрона

Циклотрон складається із двох порожнин — дуантів, між якими прикладене високочастотне електричне поле. Всередині дуантів електричного поля немає, зате є сильне магнітне поле, створене потужними магнітами. Джерело йонів розташоване в центрі. Всередині дуантів йони рухаються по колу, радіус якого визначається їхньою швидкістю. В проміжку між дуантами йони потрапляють в електричне поле, яке змінюється з такою частотою, щоб щоразу прискорювати частинки. При збільшенні швидкості частинок збільшується їхній циклотронний радіус, тобто частинки, прискорюючись, віддаляються від центра до периферії. На зовнішньому радіусі циклотрона, там, де частинки мають найбільшу енергію, встановлюються мішені.

## Обмеження
Циклотрон може прискорювати лише нерелятивістські частинки, тобто такі, енергія яких мала в порівнянні з власною масою спокою. Для прискорення електронів він не годиться, оскільки маса спокою електрона дорівнює приблизно 0,5 МеВ.
Причина такого обмеження в тому, що при збільшенні енергії йона зростає його маса. В такому випадку зменшується циклотронна частота частинки й вона вже не попадає в фазу зі зміною електричного поля, здійснивши півоберта. Для подолання цього обмеження сконструйовані інші прискорювачі, наприклад, фазотрони, ізохронні циклотрони тощо, в яких напруженість магнітного поля або частота зміни електричного поля міняється від центру до периферії.

## Історія
Перший циклотрон сконструював у 1929 році Ернест Лоуренс в Університеті Берклі, Каліфорнія, за що в 1939 році був нагороджений Нобелівською премією з фізики.